# تانا أديلانا
تانا أديلانا (بالإنجليزية: Tana Adelana)‏ (مواليد 24 ديسمبر 1984)، هي مُمثلة ومُنتجة وعارضة أزياء نيجيرية.